# 何充
何 充（か じゅう、元康2年（292年）- 永和2年1月14日（346年2月21日））は、東晋の政治家・武将。字は次道。本貫は廬江郡灊県。魏の光禄大夫何楨の曾孫。西晋の豫州刺史何惲の孫。西晋の安豊郡太守何叡の子。

## 生涯
元康2年（292年）に西晋の安豊郡太守何叡の子として生まれる。風韻にして博識であり、能書であったという。始め、大将軍王敦の主簿となり幕僚として仕えたが、王敦の兄の王含の汚職を指摘した事を王敦に疎まれて左遷され、東海王司馬沖の文学となる。太寧2年（324年）に王敦の乱が鎮定された後、中書侍郎に累進して中央の政治に加わる。
中央では母が王導の夫人の曹淑の姉、妻が明帝の皇后庾文君の妹であった事もあって昇進を重ね、太寧3年（325年）に成帝が即位すると黄門侍郎。咸和3年（328年）には蘇峻の乱で王導の意向を受けて三呉に義兵を挙げるよう工作をして王舒や虞潭に挙兵させることに成功し、乱が鎮圧された咸和4年（329年）には論功で都亭侯・散騎常侍となる。更にその後に一旦中央から離れて東陽郡太守、又後に建威将軍・会稽郡太守となる。任地では徳政を以て知られ、虞喜・謝奉・魏顗らを抜擢した。その後、丹陽尹に遷任し建康に戻った。
やがて王導と庾亮の推挙によって正式な中央官に戻り、吏部尚書・冠軍将軍・会稽王司馬昱の王師。咸康5年（339年）に王導が没すると護軍・中書監となり、咸康6年（340年）には中書令・散騎常侍に累進する。咸康8年（342年）に成帝が危篤となると、何充は成帝の2人の皇子司馬丕と司馬奕のいずれかが継ぐべきだと主張したが、庾冰は「国難の時期に幼君は相応しくない」として琅邪王司馬岳を次期皇帝に推挙する。何充は建議で庾冰に痛烈な批判を浴びせたが、庾冰は取り合わず、結局は司馬岳が康帝として即位して、庾冰と何充が輔政する事になったものの、同年中に何充は驃騎将軍・都督徐州揚州之晋陵諸軍事・徐州刺史として京口へと出鎮させられ、中央から遠ざけられた。
しかし、建元元年（343年）に庾翼の北伐を推した庾冰が武昌へと出鎮させられると、今度は何充が中央へと召喚され中書監・都督揚豫徐州之琅邪諸軍事・揚州刺史・録尚書事として輔政にあたる事になった。建元2年（344年）に康帝が病となると、庾冰は後継者を友好の有る会稽王司馬昱にしようと画策したが、何充はわずか2歳の康帝の実子の司馬聃を推し、康帝もこれを承諾して司馬聃を立太子して亡くなり、司馬聃が穆帝として即位した。これによって何充の影響力は増し、一方の庾冰は不満を抱いていたがその同年中に没し、永和元年（345年）には弟の庾翼も相次いで没した。庾翼は亡くなる際に自身の西府軍団を次子である庾爰之が継承する事を希望していたが、何充は荊州の戦略的重要性から能力のある人間が当たるべき職務であるとして桓温を後任に据えて、庾氏の影響力を排除して自身は宰相に至った。宰相となった何充は桓温・褚裒・殷浩らの能力を買って要職へと引き上げ、「桓温・褚裒・殷浩の家の前では私は何も出来ぬよ」と常々語っていたという。
永和2年正月己卯日（346年2月21日）没。享年55。朝廷から司空を追贈され、諡号は文穆とされた。男児は無く、弟の何準の子である何放が跡を継いだ。

## 人物
- 直言の士であり、目上の人間が相手であっても憚ることが無かった。何充が王含の不正を糾弾した際は王敦自らが弁護をしたがそれでも譲らず、周囲の者は色を失ったが、何充は泰然自若としていたという。康帝が即位後に「庾冰と何充のお陰である」と声をかけた際も「いいえ、庾冰一人の力でありましょう」と応え、康帝を恥じ入らせた。
- 敬虔な仏教徒であり、寺社への寄付を惜しまなかったが、親しい人間が困窮していても施しをすることは無く、世間からは批判された。
- 酒好きであり、いくら飲んでも雅を崩さなかった。劉惔は「次道が飲んでいるのを見れば、人々は家を傾けてでも飲ませていたものだった」と評していた。

## 家庭

### 曾祖父
- 何楨：魏の光禄大夫。

### 祖父
- 何惲：西晋の豫州刺史。

### 父母
- 何叡：西晋の安豊郡太守。
- 曹氏：王導の夫人の曹淑の姉。

### 夫人
- 庾氏：庾亮と明帝の皇后庾文君らの妹。

### 兄弟
- 何準：何充の五弟。東晋の住人だが仏教に専心しており、任官はしていない。

### 子女
- 何法登：王康之（王彬の子の王彪之の子）の妻。

### 姪
- 何放：何準の子。男子の無い何充の嗣子となり跡を継いだ。
- 何惔：何準の子。東晋の南康郡太守。
- 何澄：何準の子。東晋の尚書左僕射。
- 何法倪：何準の娘。穆帝の皇后。

## 伝記資料
- 『晋書』巻47 何充伝
- 『資治通鑑』巻96、巻97